# Neotrachys
Neotrachys es un género de escarabajos de la familia Buprestidae.

## Especies
- Neotrachys amazonicus (Kerremans, 1896)
- Neotrachys andrewsi Hespenheide, 2006
- Neotrachys araguensis Cobos, 1978
- Neotrachys bellamyi Hespenheide, 2006
- Neotrachys bicolor Hespenheide, 1982
- Neotrachys bilyi Hespenheide, 1990
- Neotrachys bolivianus (Kerremans, 1897)
- Neotrachys bordoni Cobos, 1978
- Neotrachys caeruleus Hespenheide, 1982
- Neotrachys caracaensis Cobos, 1978
- Neotrachys chiriquiensis Hespenheide, 2006
- Neotrachys concinnus (Fisher, 1922)
- Neotrachys cupeyali (Zayas, 1988)
- Neotrachys cuprascens Hespenheide, 2006
- Neotrachys cyanea (Zayas, 1988)
- Neotrachys dominicanus Thery, 1947
- Neotrachys estebanus (Kerremans, 1896)
- Neotrachys falconensis Cobos, 1978
- Neotrachys fennahi Thery, 1940
- Neotrachys gleicheniae Hespenheide, 1982
- Neotrachys guadeloupensis (Fleutiaux & Salle, 1890)
- Neotrachys hoffmani Fisher, 1930
- Neotrachys jakovlevi Obenberger, 1932
- Neotrachys mariae Hespenheide, 2006
- Neotrachys nelsoni Hespenheide, 2006
- Neotrachys panamaensis (Fisher, 1924)
- Neotrachys refulgens Hespenheide, 2006
- Neotrachys resplendens Hespenheide, 1982
- Neotrachys segregatus (Waterhouse, 1889)
- Neotrachys solisi Hespenheide, 2006
- Neotrachys strandi Obenberger, 1923
- Neotrachys wittmeri Cobos, 1959